# Davut
Davut ist ein türkischer männlicher Vorname hebräischen Ursprungs, eine türkische Form des Vornamens David. Weiteres zu Herkunft und Bedeutung des Namens siehe hier.

## Bekannte Namensträger
- Davut Dursun (* 1953), türkischer Politikwissenschaftler
- Davut Güloğlu (* 1972), türkischer Popmusiker
- Davut Suları (1925–1985), alevitisch-türkischer Sänger
- Davut Altundal (* 1982), deutscher Rapper mit kurdischen Wurzeln